# Wonnerup
Wonnerup is een plaats in de regio South West in West-Australië. Het ligt aan de Geographebaai en de estuaria van de rivier Vasse en de Wonnerup-inham, 219 kilometer ten zuiden van Perth, 45 kilometer ten zuidwesten van Bunbury en 10 kilometer ten oosten van Busselton. In 2021 telde Wonnerup 196 inwoners tegenover 374 in 2006.

## Geschiedenis
De oorspronkelijke bewoners van de streek waren de Nyungah Aborigines van de Wardandi en Pibermun dialectgroepen.
In 1801 deed de Franse expeditie van Nicolas Baudin West-Australië aan met de schepen Géographe en Naturaliste. Baudin vernoemde kaap Naturaliste en de Geographebaai naar deze schepen.
Nadat de kolonie aan de rivier de Swan in juni 1829 gesticht werd zond James Stirling een aantal expedities uit. In november 1829 verkenden Dr. Alexander Collie en luitenant Preston met walvissloepen de kuststreek tussen Cockburn Sound en Geographebaai waaronder de estuaria van de rivier Vasse en de Woonerup-inham. In maart 1830 arriveerden kolonisten uit Engeland aan boord van de Warrior en ontdekten dat het land langs de rivier Swan reeds ingenomen was. Stirling was die maand op expeditie in het gebied van Geographebaai en de rivier Blackwood. Hij moedigde de net aangekomen kolonisten, waaronder de families Molloy, Bussell, Turner en Layman, aan om grondgebied op te nemen aan de monding van de Blackwood en stichtte er Augusta. De families zetten zich aan het werk maar het gebied was afgelegen en het rooien van karribomen verliep moeilijk.
John Bussell verkende het gebied rond de Vasse en vond het geschikter. Veel kolonisten uit Augusta trokken in 1834 naar het gebied van de Vasse. Bussell richtte het station Cattle Chosen op ten oosten van de rivier Vasse en de familie Molloy Fairlawn op de westelijke oever. De familie Layman vestigde zich ten oosten van de familie Bussell, aan de Wonnerup-inham. In 1837 bouwde John Layman er een hofstede. Hij schreef dat hij  die niet durfde te verlaten uit vrees met een speer doorboord te worden door de plaatselijke Aborigines die nogal wild waren. Layman vreesde hetzelfde voor zijn twaalf runderen. Geographe Bay was een uitvalsbasis voor Amerikaanse walvisjagers. Vanaf de jaren 1840 ontwikkelde er een houtindustrie in het zuidwesten van West-Australië.
In 1841 werd John Layman door een Aborigines met een speer gedood na een dispuut tussen het aboriginesstamhoofd Gaywal en een andere Aborigines over een maaltijd. De kolonisten van de Vasse jaagden op Gaywal waarbij een aantal Aborigines werden gedood. Ze doodden Gaywal uiteindelijk en namen zijn drie zonen gevangen. Twee ervan werden gevangen gezet op Rottnesteiland.
Wonnerup werd officieel gesticht in 1856. Het werd vernoemd naar de inham. Wonnerup is een aborigineswoord en zou "plaats van de graaf/vecht-stok van een aboriginesvrouw" betekenen. In 1858 brandde de hofstede af en Laymans zoon George bouwde tegen 1859 een nieuwe. In 1873 stond George Layman II grond af aan de overheid voor de bouw van een schooltje en in 1884 werd er een onderwijzershuis naast gebouwd.
Eind jaren 1860 - begin jaren 1870 werden drie houtconcessies toegekend door de overheid. Elk bedrijf had zijn eigen houtzagerij, spoorweg en haven. De West Australian Timber Company (ook wel de Ballarat Company genoemd) had een concessie aan Yoganup vanwaar het in 1871 een van de eerste twee spoorwegen van West-Australië aanlegde, naar de haven van Lockeville die in Wonnerup lag. Daarbij werd een spoorwegbrug over de Vasse gebouwd. Men maakte gebruik van de Ballarat, de eerste stoomlocomotief in West-Australië. De Ballarat Company ging in faling in 1888. In 1894 legde Western Australian Government Railways een spoorweg tussen Bunbury en Busselton aan. De Ballaratconcessie werd in 1896 door Jarrah Wood and Saw Mills Co overgenomen. Ze legde een spoorweg naar de Wonnerup-spooraansluiting aan.
De overheid bouwde in 1907 twee stuwen om landbouwgrond te beschermen tegen de instroom van zeewater in het gebied: de Vasse Floodgate nabij de Ballarat Rail Bridge uit 1871 en de Wonnerup Floodgate nabij de Wonnerup Estuary Bridge uit 1880. Tijdens het Interbellum werden verdere irrigatiewerken uitgevoerd. Vanaf 1942 tot in de jaren 1980 werd door middel van panelen zeewater in de estuaria geweerd om de nestplaatsen van zwarte zwanen te beschermen.
In 1971 kreeg de National Trust Wonnerup in handen en in 1973 werd het open gesteld als historische plaats. In juni 1990 werd het Vasse-Wonnerup-estuarium opgenomen als "Wetland of International Importance" onder de Conventie van Ramsar. Het jaar erop werden de stuwen volledig gerenoveerd. In 2004 werden de Ballaratbrug en de Vasse en Woonerup-stuwen verwijderd en vervangen door nieuwe.

## Ecologie
Wonnerup ligt aan de Wonnerup-inham. De inham wordt door een dunne duinstrook van de Geographebaai in de Indische Oceaan gescheiden. De estuaria van de rivier Vasse en de Wonnerup-inham monden uit in de Wonnerup-inham. De rivieren Capel, Ludlow, Abba, Sabina, Vasse, Carbunup en Buayanyup mondden historisch gezien uit in de estuaria en vervolgens in de inham, de baai en de oceaan. Irrigatiewerken ten voordele van de landbouw in de 20e eeuw deden 96% van het oorspronkelijke drasland verdwijnen of van aard veranderen. Daardoor mondt onder meer de rivier Capel rechtstreeks in Geographebaai uit. De getijdenwerking in de estuaria die vroeger 's zomers door een zandbank werd tegengehouden wordt sinds het begin van de 20e eeuw door stuwen geregeld.
In 1990 werd een deel van het drasland opgenomen onder de Conventie van Ramsar. In 2000 werd het beschermde gebied uitgebreid en beslaat sindsdien 1.115 hectare met de Wonnerup-inham, de estuaria van de Vasse en Wonnerup-inham en de benedenlopen van de rivieren Sabina en Abba. De stuwen zorgen ervoor dat de estuaria veranderden in ondiepe lagunes die 's winters zoetwater en 's zomers zilt water bevatten. Doorheen het jaar leven er zo'n 25.000 tot 35.000 watervogels. Het gebied voldoet aan twee voorwaarden om onder de Conventie te worden opgenomen. Er leven minstens 20.000 watervogels en het gebied ondersteunt meer dan 1% van de wereldwijde populaties steltkluten, Australische kluten, Australische bergeenden en Australische slobeenden.
Het gebied wordt ook beschermd als een Important Bird Area, genaamd "Busselton Wetlands". Van in de jaren 1980 tot 2008 werden meer dan 80 soorten watervogels waargenomen waaronder volgende soorten:
- steltkluut
- Australische kluut
- Australische bergeend
- Australische slobeend
- Australische taling
- wenkbrauweend
- roodkeelstrandloper
- krombekstrandloper
- bosruiter
- groenpootruiter
- taigastrandloper
- Siberische strandloper
- roodkopplevier
- Australische roerdomp (bedreigd)
- Australische goudsnip (bedreigd)
- zwarte zwaan (de grootste broedkolonie in het zuidwesten van West-Australië)

Landvogels die er werden waargenomen zijn de regentparkiet en de roodkapparkiet.
Andere inheemse dieren die in het gebied leven zijn:
- Australische beverrat
- gewone kortneusbuideldas
- Pseudocheirus occidentalis
- westelijke grijze reuzenkangoeroe
- Australische tijgerslang
- langnekslangenhalsschildpad
- tjilpende kikker
- Geocrinia leai
- Ranoidea moorei
- banjokikker
- Heleioporus eyrei

## Toerisme
- In het in 1859 gebouwde Wonnerup House is een historisch museum gevestigd.[16]
- Aan Malbup Creek bevindt zich een vogelkijkhut.[17]
- Het nationaal park Tuart Forest ligt 13,5 kilometer van Wonnerup.[18]

## Transport
Wonnerup is bereikbaar via de Bussell Highway.

## Klimaat
De streek kent een droog mediterraan klimaat met zachte vochtige winters en hete droge zomers. De gemiddelde jaarlijkse neerslag tussen 1998 en 2011 bedroeg 705 mm en deed zich vooral tussen mei en september voor.

## Galerij

Ballarat stoomlocomotief in 1921
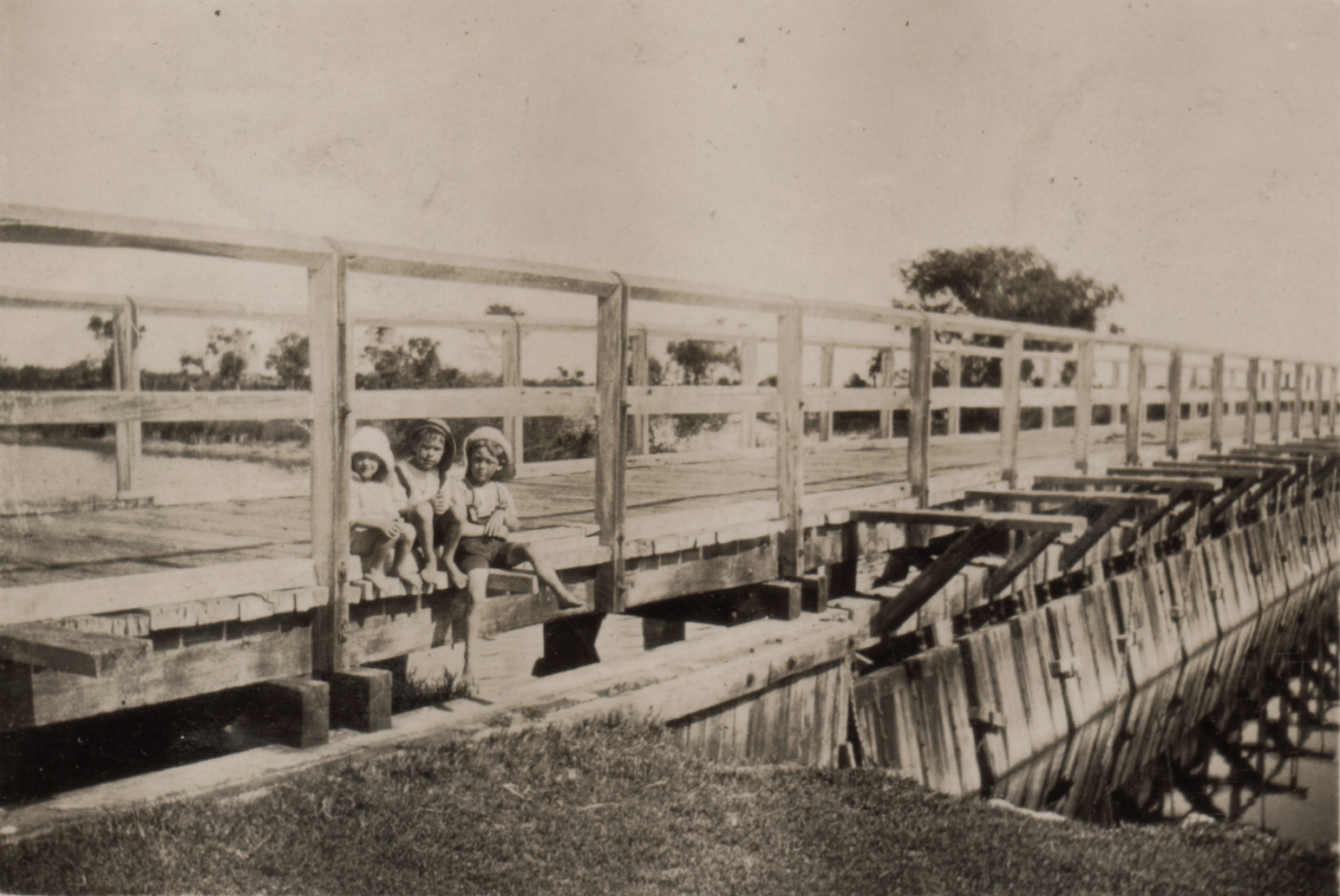
Ballarat spoorwegbrug in 1921
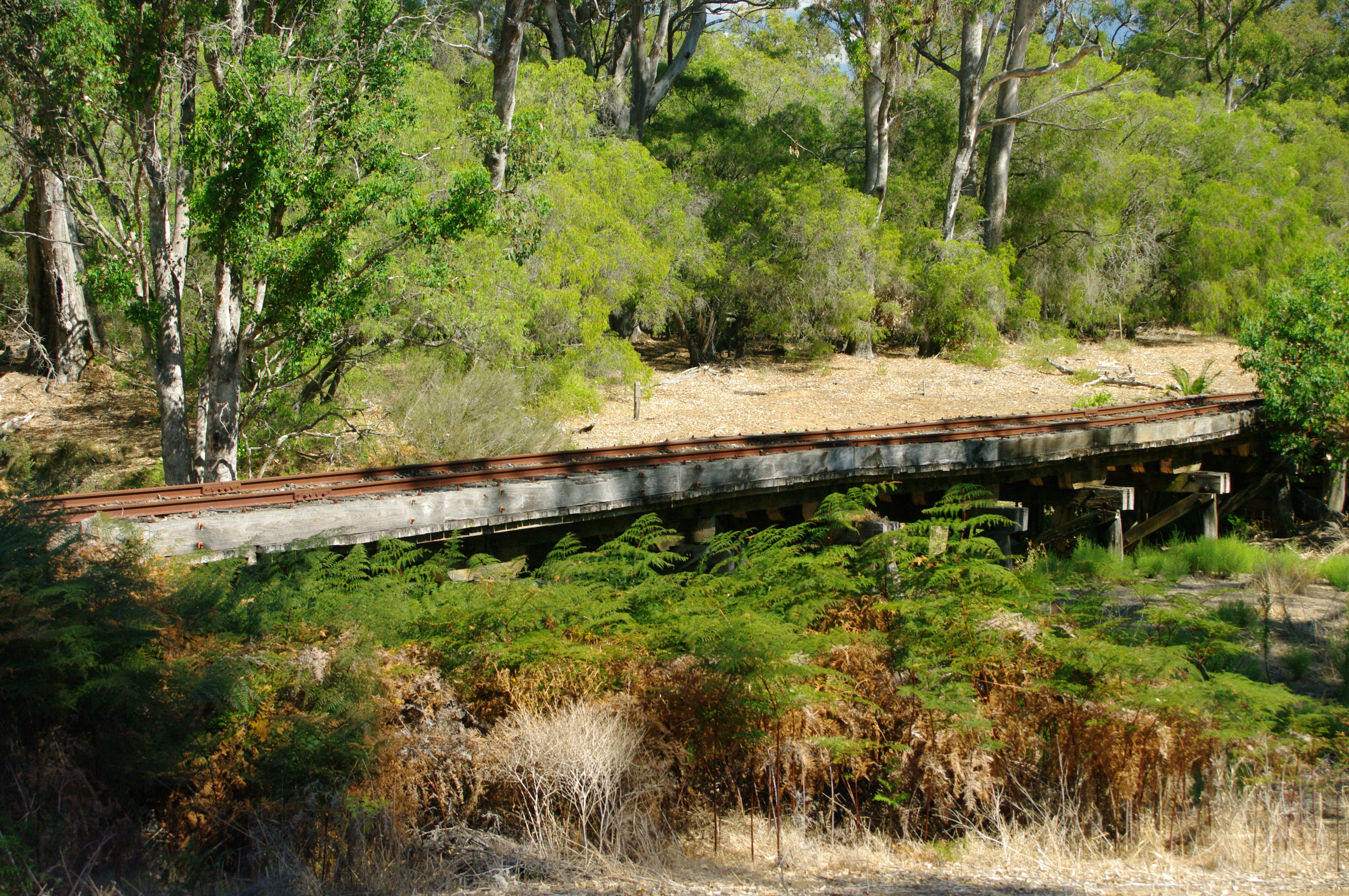
Ludlow State Forest
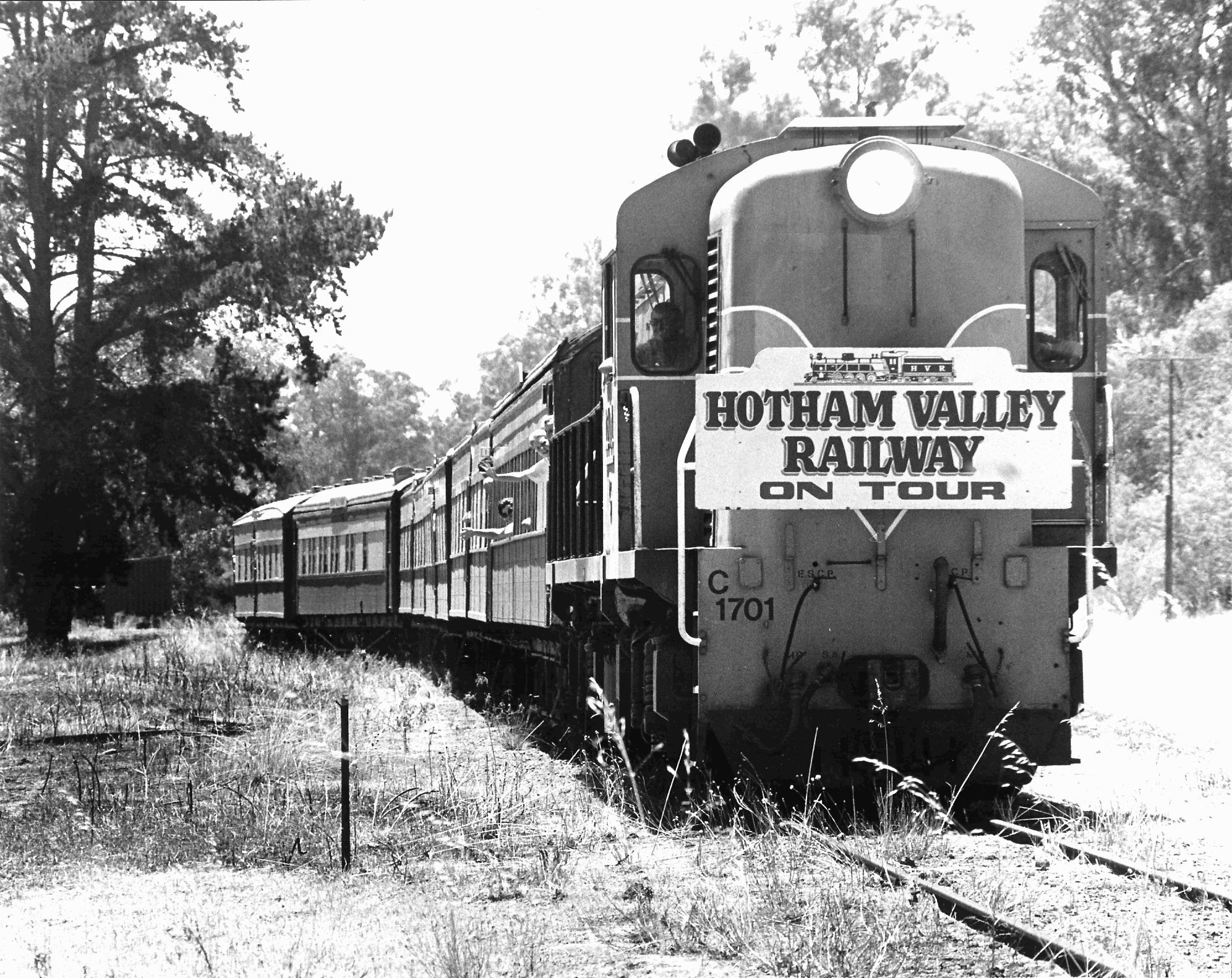
toeristische trein in 1987
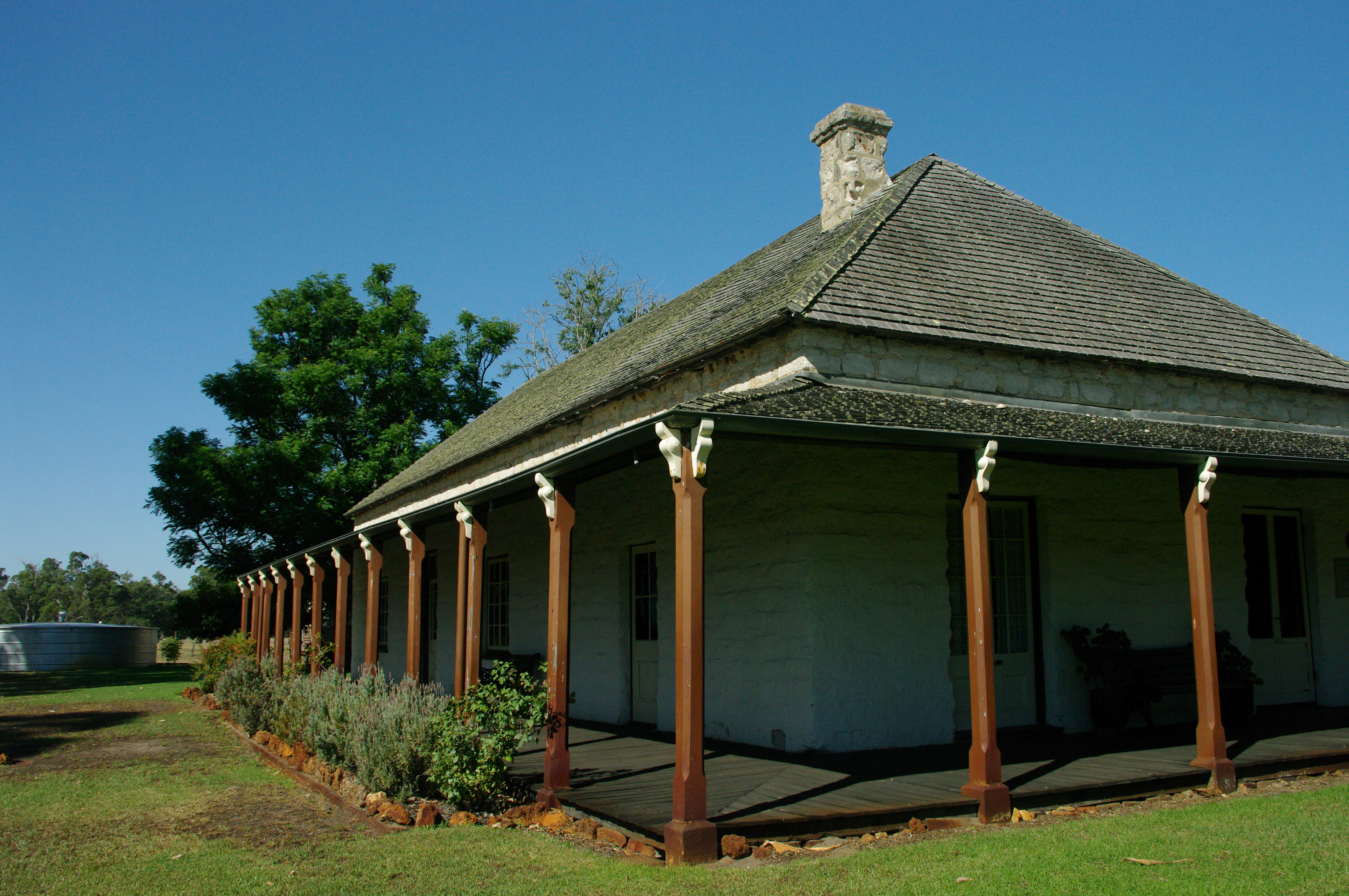
Wonnerup House

Acton Park · Alexandra Bridge · Allanson · Augusta · Balingup · Benger · Binningup · Boyanup · Boyup Brook · Bramley · Bridgetown · Brookhampton · Brunswick Junction · Bunbury · Burekup· Busselton · Capel · Carbunup River · Chowerup · Collie · Cookernup · Cowaramup · Cundinup · Dardanup · Deanmill · Dingup · Dinninup · Donnelly River · Donnybrook · Dunsborough · Elgin · Ferguson · Forest Grove · Forrest Beach · Gnarabup · Gracetown · Greenbushes · Harvey · Hester · Jardee · Jarrahwood · Karridale · Kirup · Kudardup · Kulikup · Ludlow · Manjimup · Margaret River · Mayanup · Metricup · Mullalyup · Myalup · Nannup · Northcliffe · Nyamup · Pemberton · Peppermint Grove Beach · Prevelly · Quindalup · Quinninup · Roelands · Rosa Brook · Shotts · Stratham · Uduc · Vasse · Walpole · Waterloo · Wilga · Windy Harbour · Witchcliffe · Wilyabrup · Wokalup · Wonnerup · Worsley · Yallingup · Yalup Brook · Yarloop · Yoongarillup · Yornup